# Avasa
 (décembre 2014).
Avasa est un terme du bouddhisme qui peut se traduire par monastère. Cependant dans l'Antiquité, les cellules individuelles données aux moines et aux nonnes n'étaient censées servir que durant la saison des pluies. Un terme similaire est arama. Comme ces structures, les avasa étaient établis en dehors de la ville.